# Manjacaze
Manjacaze, Mandlacaze, Mandlakazi ou Mandlha – inKaze é uma vila moçambicana (província de Gaza), sede do distrito do mesmo nome. Desde 1998 é um município com um governo local eleito. O município tem uma área de 78 km² e uma população estimada em 6 830 habitantes. Está dividido em seis bairros municipais:
- Cimento
- Eduardo Mondlane
- Josina Machel
- Bairro Alto
- Liberdade e
- Macave

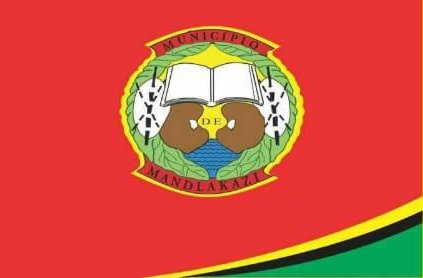
Bandeira

O primeiro presidente do Conselho Municipal de Manjacaze foi Casimiro João Mondlane, eleito em 1998, reeleito em 2003 e sucedido por Maria Helena Langa, eleita para o cargo em 2008. Os dois presidentes representaram o Partido Frelimo.

## Pessoas notáveis
- Eduardo Mondlane, primeiro presidente da Frelimo, nasceu na vila em 20 de Junho de 1920.
- Paulina Chiziane, consagrada escritora, nasceu na vila em 4 de Junho de 1955.